# 泗川之戰
泗川之战是万历朝鮮之役中的一场战役，1598年10月，明将董一元率领3万大军攻击由岛津义弘防守的泗川城，爆发了泗川之战。
此战岛津义弘以约7000日军以寡击众，派出伏兵點燃明軍彈藥庫引發爆炸，明将董一元所率领的明、朝联军潰不成軍。经此一战，明、朝联军只好放弃进军九州的念头，而击败明军的岛津义弘则被明朝及朝鲜方面称之为「鬼石曼子」。

## 背景
1598年9月至10月间，明朝与朝鲜的联军兵分三路分别进攻日军的顺天城（小西军防守）、泗川城（岛津军防守）以及蔚山城（加藤军防守）。其中明军将领董一元率领约3万左右的明、朝联军进攻由岛津义弘所率兵防守的泗川城。泗川城位于顺天城与蔚山城之间，是日军中线的战略要冲，駐守在泗川稍微東方的固城的立花宗茂原本有意主动救援泗川城，但被義弘回绝。

## 泗川旧城的前哨战
查覺到明、朝联军意向的岛津义弘下令駐守泗川舊城、永春、昆陽以及望晋的日军部隊向泗川新城集结。但川上忠实不愿撤退决定主动出击，派遣部将瀬戸口重治偷袭明、朝联军的兵粮库。结果 瀬戸口重治成功烧毁明、朝联军的兵粮，大火持续烧了两天两夜才熄灭。经此打击，明、朝联军陷入缺粮的狀態，被迫放弃持久戰而改为短期决战，并决定在10月1号发动总攻击。明、朝联军先锋李寧跟蘆得功首先进攻泗川旧城，日军守将川上忠实率兵500顽强抵抗，并且击杀李寧、蘆得功两员明将，斬獲数百人。然而由于明、朝联军占有人数优势，川上所部日军也损失惨重。 川上忠实决定率领部队突围，最後虽然身中36箭损失150人，但成功撤退到由岛津义弘把守的泗川新城。

## 泗川新城之战
此战日軍大量使用火绳枪与地雷不断击退明军的进攻，并在大筒（轻型火炮）中填入铁钉与碎片对明军猛烈轰击。久攻不下的董一元心急之下，令部下将大炮架在衝車上逼近城門，此时岛津義弘使出其所謂"釣野伏"戰術，引诱明军逼近城門，然後一口气出动伏兵以火绳枪和大筒集中攻击明军大炮衝車，从而明军大炮被日軍点燃并產生爆炸。岛津义弘随即派出瀬戸口弥七郎与随军僧侣、佐竹光明坊对明军的火药库展开奇袭，瀬戸口弥七郎虽然被明军狙杀，但日军仍然成功引爆火药库，火势一发不可收拾不断延烧，明军以为被日军援军夹击而陷入恐慌開始潰退。此时预先埋伏好的日军伏兵将明军分割成数个部队使其无法互相支援。岛津義弘趁势领军攻擊明军，明军瞬间溃不成军各自逃亡。岛津義弘本人亲自斩获4级，岛津忠恒斩则也斩获7级。经此一战，明军与朝鲜军队对岛津義弘產生畏惧之心，畏称義弘为『鬼石曼子』(石曼子为岛津的漢文音译)。

## 争议
日本认为代表中国的官方史书明史记载不实，例如明史称在露梁海战中岛津义弘被击毙，然而岛津义弘在两年后还参与了关原之战。另外，在固城的日军将领立花宗茂并未参加这场战役，而在协防蔚山城，固城其餘將領小早川秀包、高橋統增、筑紫廣門等亦無明顯參戰紀錄，而明史却记载作為援軍参与了此战。这场战役中岛津家所部日军损失未有具体数字，大部分日方史料称岛津家战损轻微。此外中国认为日方史料对此战的明军伤亡记载有误，据李朝《宣祖实录》记载，此战明军伤亡达7000余人；《宣庙中兴志》亦记载明军“步兵死者三千余人，骑兵多坠崖死，失军粮二万余石”。日方史料对此战的明军伤亡记载大多极其夸张，如《《南浦文集·战亡文》和《新日本史》等所收录之《朝鲜阵战死者供养碑》等资料，宣称明军“伏尸八万”。但据朝方《宣祖实录》和《东国史略》等史料记载，明军中路董一元部实际总兵力不过21000余人至26800人左右 ，日方史料记载严重夸大。不过無論如何，此战明军被日军击败且損失慘重是不爭的事實。

## 后续
此战后董一元部中路明军一路后撤至星州，晋州、望津峰等城寨全部被放弃，且在撤军溃退过程中丢失了大量辎重粮草。泗川之战后中路明军未能再对日军发起任何有效进攻。此后董一元被停职，贬秩三等。回到日本之后，岛津义弘、岛津忠恒父子连名在高野山建立了庆长之役（万历朝鲜战争）的供养碑，其中纪载了南原之战的战果“庆长二年八月十五日于全罗道南原表大明国军兵数千骑被讨捕之内至当手前四百廿人伐果毕”、 泗川之战的战果“同十月朔日于庆尚道泗州表大明人八万余兵击亡毕”。